# Compsocrita florens
Compsocrita florens är en fjärilsart som beskrevs av Edward Meyrick 1922. Compsocrita florens ingår i släktet Compsocrita och familjen äkta malar. Inga underarter finns listade i Catalogue of Life.